# Pコート

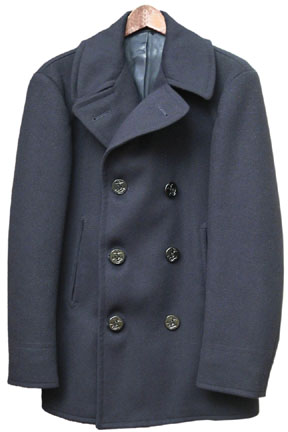
アメリカ海軍のPコート

Pコート（ピーコート）は、厚手ウールのダブル前で腰丈の外套（オーバーコート）である。

## 概要
19世紀末からイギリス海軍が艦上用の軍服として着用していた他、漁師たちの間でも着用されている。特にフランスでは Caban と呼ばれブルターニュ地方の漁師などはこれをよく着ている。オランダ語でラシャのコートを意味する pij jekker が語源と言われている。英語では pea coat 、ドイツ語では Caba と呼ばれる。パイロットコートともいう。 
幅広のリーファーカラー、防寒性を重視したカージー（KERSEY）またはメルトンの生地、手を温めるために縦に切り込みを入れたマフ・ポケット、碇をあしらった手袋をつけたまま扱うために大きくデザインされたボタン、セーラーシャツの上に着る事を前提としたサイズ感などが特徴である。
艦橋や甲板などの厳しい気象条件で使用することから、風向により左右どちらでも上前を変えることが可能となっていた。片方のボタンが破損してももう片方で止められるという冗長性確保の意味もあったが、軍艦の居住性の改善などにより現代の各国海軍の男物のPコートは右前にしか止めることが出来ない。
コートの丈は作業性を重視して短いが、肉体労働が少ない士官用は長く作られていることが多い。
他のジャケットやスーツの上に着るコートと異なりシャツの上に着ることを前提に作られている。
イギリス海軍では軍人は保温のためにポケットに手を入れることが許されていなかったが、例外的に長時間歩哨に立つ兵士はポケットで手を暖めることが許可されていたため、軍人らしい胸を張った姿勢が崩れにくい高い位置に保温だけを目的としたマフポケットが付けられるようになった。
様々なコートの中でも丈が短い作業用コートが発祥でカジュアルな印象がある。どんなスタイルにも合わせやすいことから幅広い年齢層に愛用されているが、日本では中学生・高校生が制服と共に着ることが多いため快活な印象も付与されている。右あわせ、左あわせのどちらでも着こなせる利点から、男女共用の外套として利用されている。
また、近年ではミリタリー（軍服）をモチーフにしたファッションが流行しており、その代表格としてPコートは日本国内で絶大な人気を誇っている。一般的に流行しているのは軍用品そのものではなく一般メーカーの製品で、軍用品とはシルエット、生地など様々な部分が異なる。